# Arnold van der Vegt

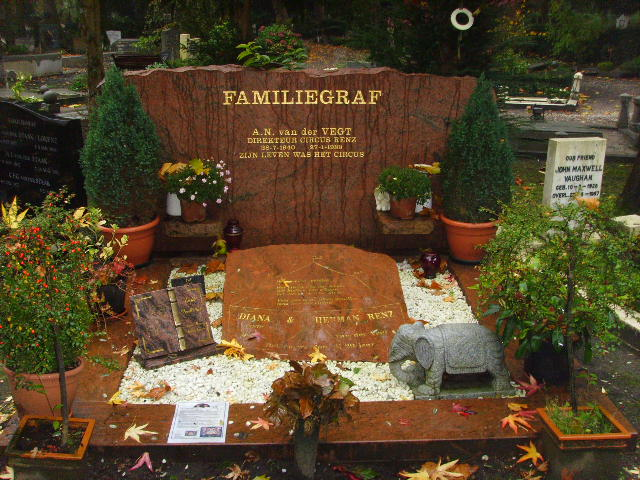
Het familiegraf Van der Vegt: Nol van der Vegt (1940-1989), Herman van der Vegt (1967-1996), Diana Luycx (1966-1996), Herman van der Vegt sr. (1911-1996) op begraafplaats Zorgvlied

Arnoldus Nicolaas van der Vegt (Rotterdam, 12 februari 1883 – Amsterdam, 28 december 1955) was een Nederlands ondernemer. Hij was samen met zijn tweede vrouw Johanna Nederveen (1899-1977) de oprichter en eigenaar van het Nederlandsch Circus Renz.

## Biografie
Arnold van der Vegt verloor jong zijn vader, die zeeman was. Op 17-jarige leeftijd werd hij zelf vader en twee jaar later trouwde hij met de moeder van zijn kind, Engelina Bierhuize (1884-1918). Het gezin kreeg uiteindelijk zeven kinderen. Van der Vegt had in deze periode allerlei baantjes, vooral in de Rotterdamse haven. Uit diverse getuigschriften uit deze tijd blijkt dat hij onder andere werkte als gerechtelijk bewaarder, rechercheur, detective. Ook werkte hij vaak in de Rotterdamse haven als scheepsijker.
In 1918 overleed Bierhuize en een jaar later hertrouwde Van der Vegt met Johanna Nederveen. In 1922 begon hij samen met zijn nieuwe schoonvader een heibedrijf, maar al snel verkocht hij zijn aandeel in die firma. Met zijn vrouw en zonen Arnold (12) en Herman (11) startte Van der Vegt een cowboyshow, genaamd "De Texas Mescal Cowboys". Dit naar aanleiding van de toen erg populaire cowboyfilms van de acteur Tom Mix. Van der Vegt beweerde een goede vriend van Mix te zijn en met hem in de Verenigde Staten samengewerkt te hebben bij de Wells Fargo Company, voordat Mix een loopbaan als acteur was gestart. Toen Mix in 1925 kortstondig op een publiciteitstour in Nederland was, maakte Van der Vegt gebruik van deze gebeurtenis door met zijn beide zoons hem voor het oog van de media en het publiek amicaal te begroeten op het station Rotterdam Delftsche Poort.
De cowboyshow werd in de jaren na 1923 uitgebouwd tot een circus. Van het geld dat de verkoop van het heibedrijf had opgeleverd, kocht Van der Vegt een oude woonwagen met een klein paard ervoor en gaven ze rondom Rotterdam openluchtshows. Kort daarna nam hij een oud houten kermiskioskje van ongeveer negen meter diameter (een Van Bever kiosk) over, dat door de vorige eigenaar gebruikt was om paarden in de winterperiodes te trainen. Van der Vegt en zijn gezin traden hiermee op tijdens kermissen. Later werd een vrachtauto en een pakwagen aangeschaft. Langzaam werd het beginnende circus uitgebreid, met naast de cowboyshow onder andere een paar paardenacts, een hit aangevuld met clownerie en enkele geiten.
Over de naam Circus Renz en de link naar het in de 19e eeuw bekende Duitse Circus Renz van circusdirecteur Ernst Renz (1815-1892) zijn in de loop der jaren verschillende verhalen naar buiten gebracht. Als het circus zich op kermissen vertoonde, werd Van der Vegt door de kermisexploitanten vaak schertsend 'Directeur Renz' genoemd. Deze naam raakte ingeburgerd en het circus van de familie Van der Vegt werd het Nederlandsch Circus Renz genoemd. Later vertelde Van der Vegt het verhaal dat hij enige tijd voor het Duitse circus gewerkt zou hebben. Zijn eerste vrouw zou een telg geweest zijn uit de familie Renz. Vermoedelijk was er geen link. Van der Vegt werkte voor 1920 in verschillende banen in Rotterdam en zijn eerste vrouw Engelina Bierhuize kwam uit een Rotterdamse familie. In een rechtszaak die erfgenamen uit de Duitse familie Renz tegen de naam van het Nederlandse circus aanspanden, zou Van der Vegt gezegd hebben dat de circusnaam niet Renz maar R.E.N.Z. is, een afkorting voor "Ras Echte Nederlandse Zwervers".
Er werd in de jaren 1923 tot en met 1936 niet veel rondgetoerd; Van der Vegt en zijn gezin werkten in die tijd hoofdzakelijk in theaters, voor scholen, kermissen en jaarmarkten onder de naam Theater Arena Circus Varieté. De naam ARENA was de afkorting voor Arnold en (Joh)Anna. Vanaf 1936 trok de economie weer wat aan en kon het circus weer op reis. Er werden extra mensen aangenomen en Circus Renz trok af en toe de provincie in. Ook in de oorlog werden er door het circus voorstellingen gegeven. 
In 1949 stopte de op dat moment 66-jarige Van der Vegt met Circus Renz. Hij was daarna nog betrokken bij pogingen van zijn zoon Herman van der Vegt om Circus Renz nieuw leven in te blazen. Arnoldus Nicolaas van der Vegt overleed in december 1955 op 72-jarige leeftijd, na een beroerte eerder dat jaar. Op oudejaarsdag van dat jaar werd hij begraven op de Nieuwe Oosterbegraafplaats in Amsterdam. Zijn vrouw Anna overleed in 1977.